# Johann Dientzenhofer
Johann Dientzenhofer (né le 25 mai 1663 à St. Margarethen, aujourd'hui commune de Brannenburg, mort le 20 juillet 1726 à Bamberg) est un maître d'œuvre et architecte allemand de l'époque baroque.

## Biographie

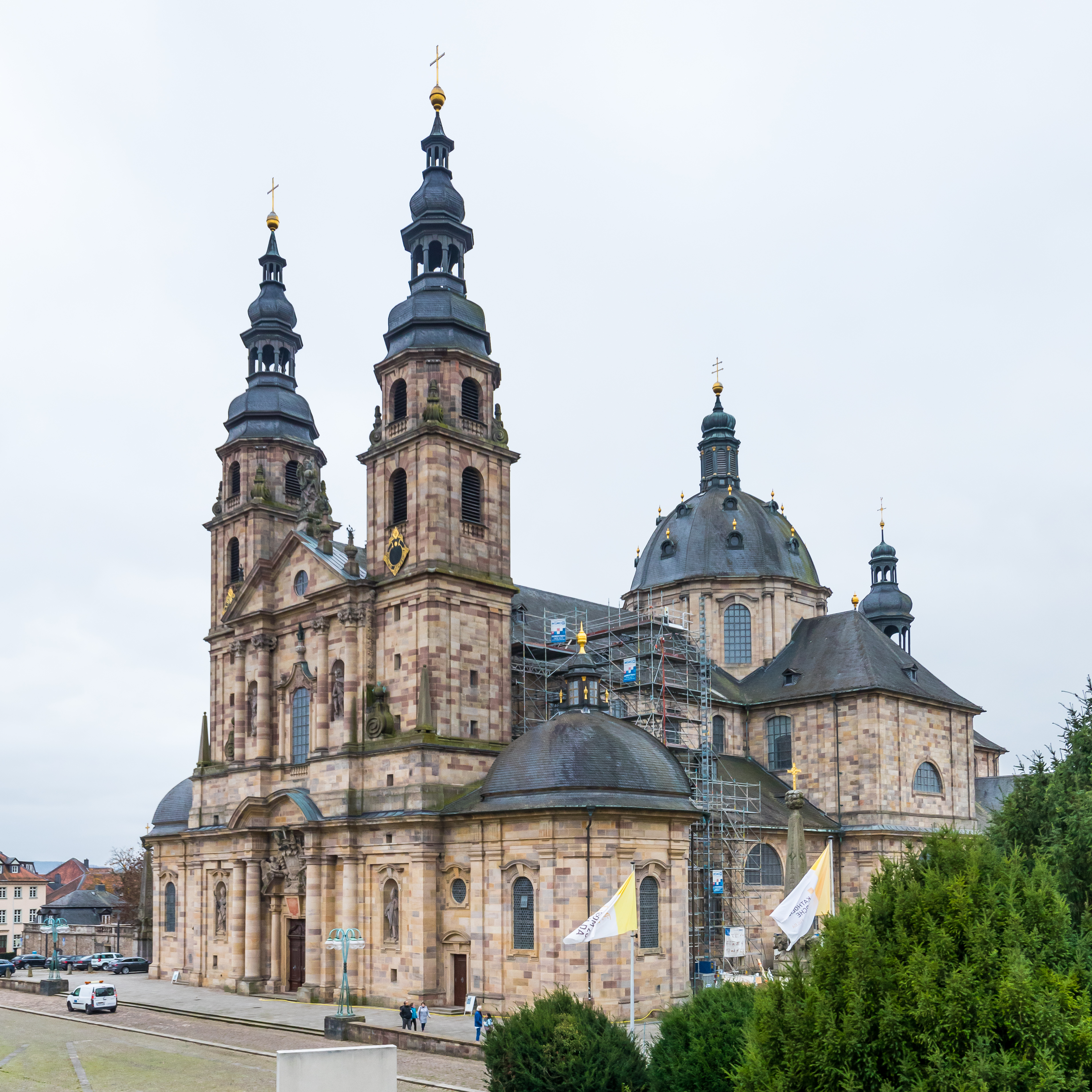
Cathédrale Saint-Sauveur de Fulda.

Il est le plus jeune enfant de Georg Dientzenhofer, un paysan de montagne, et de son épouse Barbara Thanner. La famille est pauvre, les enfants doivent travailler. Pourtant des enfants deviendront architectes : les frères Georg (de), Christoph, Leonhard, Wolfgang (de) et le neveu Kilian Ignace.
À 15 ans, il assiste à Prague au mariage de sa sœur Anna avec Wolfgang Leuthner, parent de l'architecte Abraham Leuthner. On pense qu'il apprend alors la taille de pierre auprès de lui, Carlo Lurago ou Jean-Baptiste Mathey. En tout cas, il travaille surtout avec son frère Christoph. Il fait partie de l'équipe qui construit l'église Sainte-Marie de Malá Strana. Il s'est probablement aussi marié à Prague.
Il est appelé par son frère Leonhard à Bamberg, il devient contremaître sur le chantier de l'abbaye de Michelsberg (de) en 1696 et du palais de Bamberg en 1698. Le prince-évêque Lothar Franz von Schönborn lui finance un voyage d'étude en Italie.

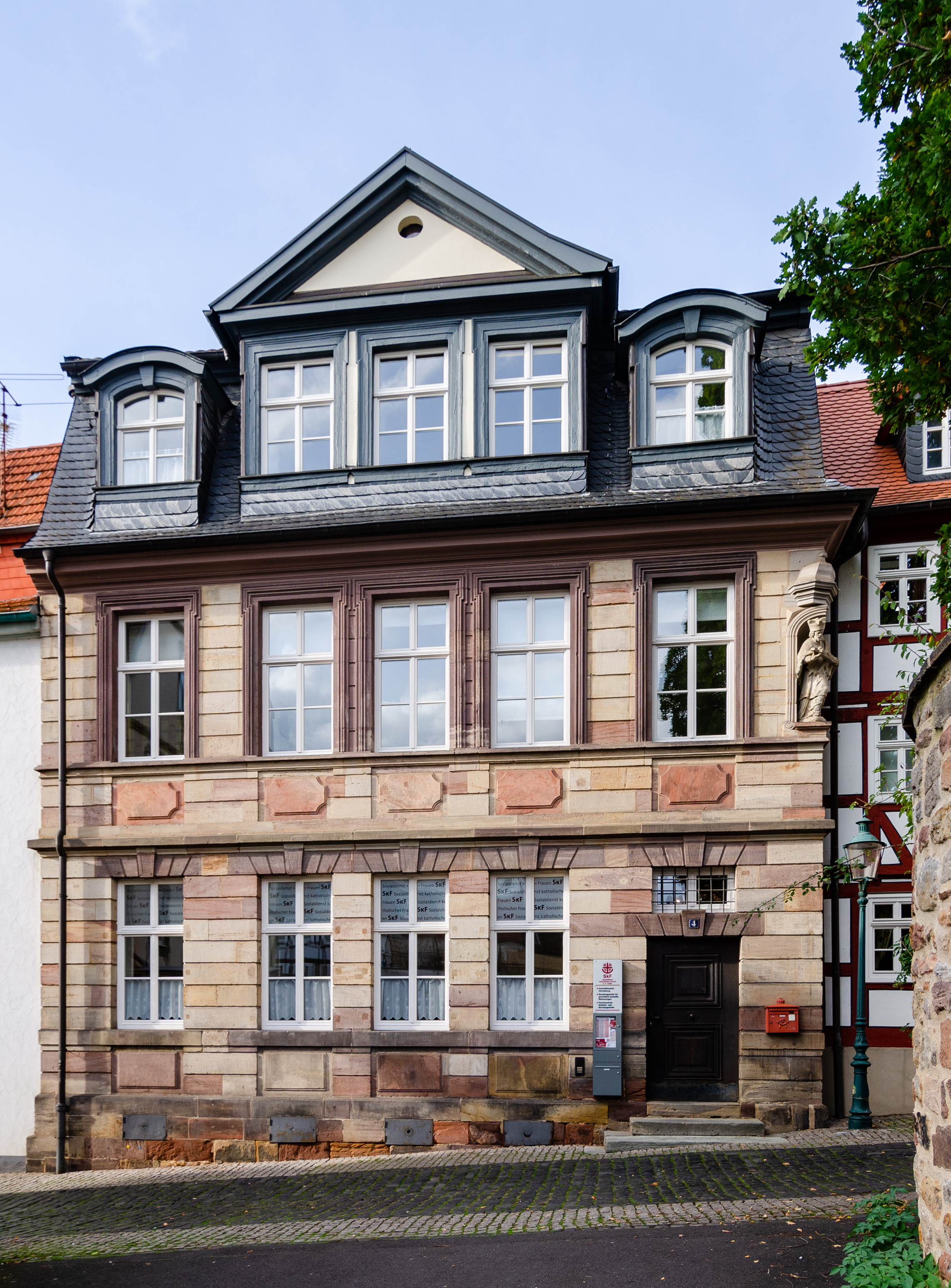
Maison de Johann Dientzenhofer à Fulda

À son retour en septembre 1700, il reçoit la commande du palais épiscopal de Fulda de Adalbert von Schleifras (de) puis celle de la cathédrale Saint-Sauveur, consacrée en 1712. Il conçoit aussi la Résidence (de) ainsi que les châteaux de Bieberstein et de Geisa.
Après la mort de son frère Leonhard, Lothar Franz von Schönborn fait de Johann son architecte de cour le 30 novembre 1707 et lui fait reprendre ses chantiers. En 1713, il se rend à Prague et à Vienne pour concevoir avec Lukas von Hildebrandt le château Weissenstein à Pommersfelden. Il reconstruit aussi l'abbaye de Michelsberg (de). Sur la recommandation du prince-évêque, il participe à la construction entre 1720 et 1723 de la Résidence de Würzburg conçue par Johann Balthasar Neumann. Il conçoit l'église de l'abbaye de Banz.
Malgré le succès, il en tire peu de profit financier ; à plusieurs reprises, il sous-estime le coût de ses chantiers et doit se porter garant de la différence. À sa mort en 1726, il laisse un héritage insuffisant à sa femme Maria Eleonore et ses enfants. Son fils Justus Heinrich Dientzenhofer (de) deviendra architecte.

## Œuvre

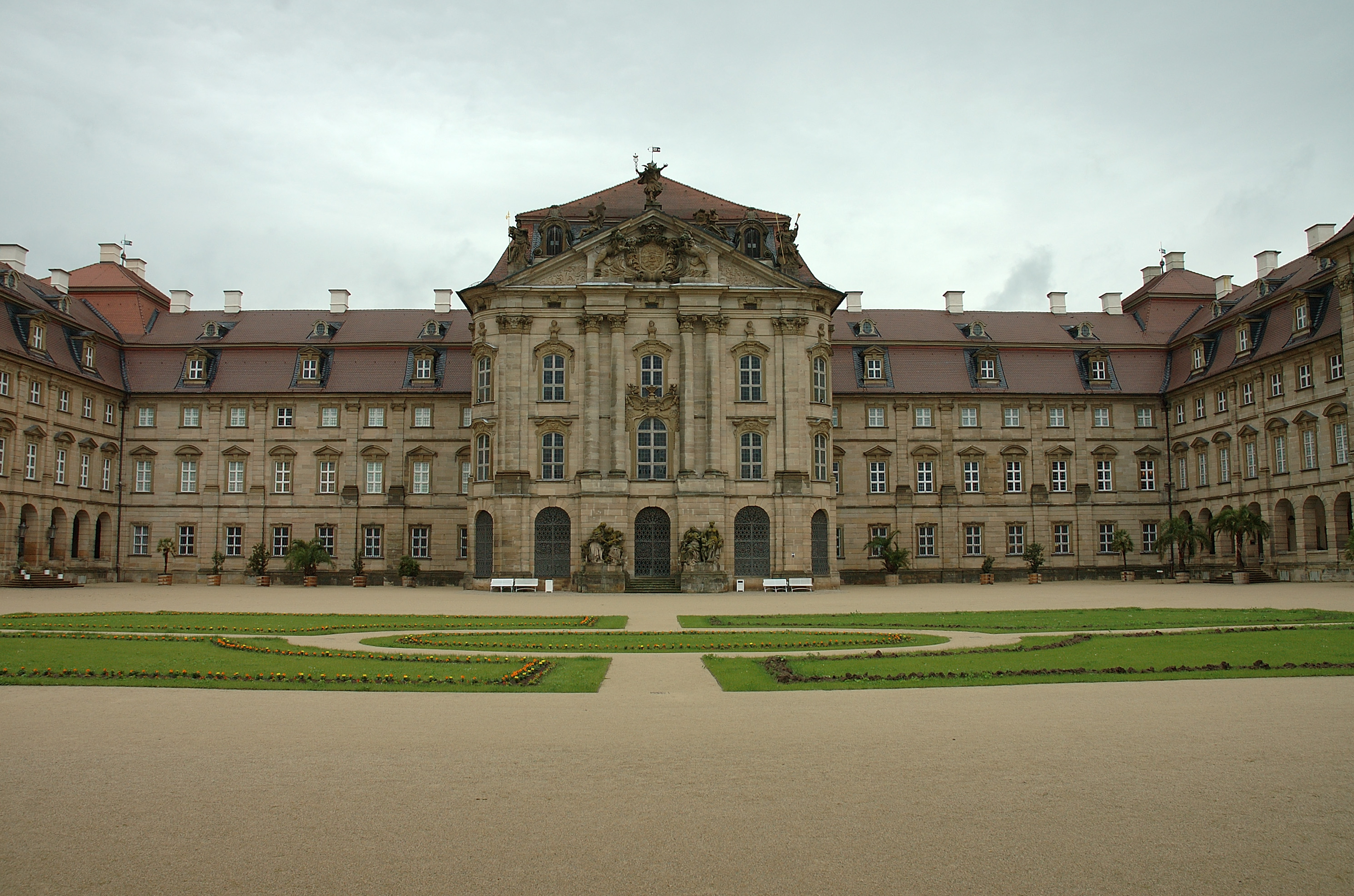
Château Weissenstein.

- Cathédrale Saint-Sauveur de Fulda (1704–1712)
- Résidence de Fulda (de) (1707–1712)
- Château Bieberstein (1709)
- Château Weissenstein à Pommersfelden (1711–1718)
- Hôtel de ville de Bad Kissingen (1709)
- Abbaye de Holzkirchen
- Abbaye de Banz
- Château de Löwenstein
- Façade de la collégiale de Neumünster de Wurtzbourg (1711–1716)

## Source, notes et références
- (de) Cet article est partiellement ou en totalité issu de l’article de Wikipédia en allemand intitulé « Johann Dientzenhofer » (voir la liste des auteurs).